# Kirsten Adamzik
Kirsten Adamzik (* 6. Februar 1955 in Kiel) ist eine deutsch-schweizerische germanistische Sprachwissenschafterin und emeritierte Professorin der Universität Genf (französisch Université de Genève).  Sie ist eine exponierte Vertreterin der Textlinguistik. Zu ihren weiteren Forschungsschwerpunkten gehören u. a. die kontrastive Textologie, die Schulbuchforschung, die Fachsprachenforschung und Deutsch als Fremdsprache. Seit ihrer Heirat trägt sie den Namen Kirsten Adamzik Bévand, unter welchem sie aber nicht veröffentlicht. Sie lebt im schweizerischen Carouge.

## Leben
Adamzik verbrachte ihre Schulzeit in Dortmund, wo sie das Helene-Lange-Gymnasium (neusprachlicher Zweig) besuchte und 1973 die Reifeprüfung ablegte. Von 1973 bis 1979 studierte sie Germanistik, Allgemeine Sprachwissenschaft, Erziehungswissenschaften, Philosophie und Spanisch an der Westfälischen Wilhelms-Universität Münster, an der sie 1976 die Allgemeine Prüfung in Philosophie und Pädagogik der Ersten Philologischen Staatsprüfung sowie 1978 die Erste Philologische Staatsprüfung in den Fächern Allgemeine Sprachwissenschaft und Germanistik bestand. An derselben Universität war sie ab 1979 wissenschaftliche Mitarbeiterin am Institut für Allgemeine Sprachwissenschaft. Sie promovierte 1982 in den Fächern Germanistik, allgemeine Sprachwissenschaft und Erziehungswissenschaften in Münster, bevor sie 1983 Maître-assistante an der Faculté des Lettres (Département de langue et de littérature allemandes) der Universität Genf wurde. 1988/89 war sie als Professeure ordinaire suppléante an der Faculté des Lettres (Section d’allemand) der Universität Lausanne beschäftigt, ab 1989 als Maître d’enseignement et de recherche wiederum am Département de langue et littérature allemandes der Universität Genf, wo sie 2004 als Professeure ordinaire die Nachfolge von Gottfried Kolde auf dem Lehrstuhl für Germanistische Linguistik antrat. Im Jahr 2018 wurde sie in den Ruhestand verabschiedet.

## Akademische Mitgliedschaften
- Deutsche Gesellschaft für Sprachwissenschaft (DGfS)
- Schweizerische Gesellschaft für Sprachwissenschaft (SSG)
- Vereinigung für Angewandte Linguistik in der Schweiz (VALS/ASLA)
- Akademische Gesellschaft der Schweizer Germanisten (AGSG)
- Gesellschaft für Angewandte Linguistik (GAL)
- Gesellschaft für deutsche Sprache (GfdS)
- Internationale Vereinigung für Germanistik (IVG)
- Société Académique de Genève
- Deutscher Germanistenverband
- Internationale Gesellschaft für historische und systematische Schulbuchforschung

## Schriften (Auswahl)

### Monographien
- Sprachliche Varietäten. Tübingen 1981 (unter dem Namen Kirsten Nabrings).
- Sprachliches Handeln und sozialer Kontakt. Zur Integration der Kategorie „Beziehungsaspekt“ in eine sprechakttheoretische Beschreibung des Deutschen. Dissertation, Münster 1982; Tübingen 1984.
- Probleme der Negation im Deutschen. Studien zur zeitgenössischen Grammatikographie. Münster 1987.
- Textsorten – Texttypologie. Eine kommentierte Bibliographie. Münster 1995.
- Kontrastive Textologie. Empirische Untersuchungen zur deutschen und französischen Sprach- und Literaturwissenschaft. Mit Beiträgen von Roger Gaberell und Gottfried Kolde. Tübingen 2001.
- Textlinguistik. Eine einführende Darstellung. Tübingen 2004; Neubearbeitung 2015.
- Sprache – Wege zum Verstehen. 2001; 2004; 3. Auflage, Tübingen 2010.
- Textlinguistik. Grundlagen, Kontroversen, Perspektiven. 2. Auflage, Berlin/Boston 2016.
- Fachsprachen. Die Konstruktion von Welten. Tübingen 2018.

### Herausgeberschaft
- mit Jürg Niederhauser: Wissenschaftssprache und Umgangssprache im Kontakt. Frankfurt a. M. 1999.
- mit Gerd Antos und Wolfgang Heinemann: Reihe Textsorten. Tübingen 2000ff.
- Textsorten. Reflexionen und Analysen. Tübingen 2000.
- mit Helen Christen: Sprachkontakt, Sprachvergleich, Sprachvariation. Festschrift zum 65. Geburtstag von Gottfried Kolde. Tübingen 2001.
- mit Ulla Fix, Gerd Antos und Michael Klemm: Brauchen wir einen neuen Textbegriff? Antworten zu einer Preisfrage der Gesellschaft für Angewandte Linguistik. Frankfurt a. M. 2002.
- Texte, Diskurse, Interaktionsrollen. Analysen zur Kommunikation im öffentlichen Raum. Tübingen 2002.
- mit Eva Roos: Biografie linguistiche – Biographies langagières – Biografias linguisticas – Sprachbiografien (= Bulletin suisse de linguistique appliquée, No. 76). Institut  de linguistique de l’Université de Neuchâtel 2002.
- mit Eva Neuland: Textsorten (= Themenheft der Zeitschrift Der Deutschunterricht 1/2005).
- mit Martine Dalmas, Jan Engberg, Wolf-Dieter Krause, Arne Ziegler: Reihe Europäische Studien zur Textlinguistik. Tübingen 2005ff.
- mit Wolf-Dieter Krause: Text-Arbeiten. Textsorten im fremd- und muttersprachlichen Unterricht an Schule und Hochschule (= Europäische Studien zur Textlinguistik, Band 1). 2005; 2. Auflage, Tübingen 2009.
- mit Mateusz Maselko: VARIATIONslinguistik trifft TEXTlinguistik (= Europäische Studien zur Textlinguistik, Band 19). Tübingen 2018.